# El Diario (Bolivia)
El Diario es un periódico boliviano, fundado el 5 de abril de 1904 con sede en la ciudad de La Paz. Es el diario más antiguo de Bolivia que sigue vigente y uno de los principales diarios a nivel nacional. Tradicionalmente ha sido publicado desde una posición conservadora en línea con sus fundadores, la familia Carrasco, una de las que poseía más influencia en La Paz durante el Siglo XX.

## Historia
Fue fundado el 5 de abril de 1904 y es el periódico más antiguo de Bolivia que continúa siendo publicado. Comenzó como una publicación vespertina, pasando a ser matutina a partir de la octava edición; a partir de la edición 18 comenzó a publicar folletines. En 1967 comenzó la impresión de algunas páginas en color, y en la década siguiente comenzó a adoptar el sistema ófset.
El 5 de abril de 1953, en el marco de su 49° aniversario, El Diario inauguró su primer servicio de teletipos, que contaba con una terminal fabricada por Westrex Corporation.
El periódico fue usurpado el 7 de octubre de 1970 al asumir Juan José Torres como presidente de la República, suspendiendo sus publicaciones hasta el 1 de septiembre de 1971.

## Directores
- 1904 - 1908 José Carrasco Torrico
- 1908 - 1912 Benigno Lara
- 1913 Franz Tamayo
- 1913 Luis Espinoza y Saravia
- 1915 Ernesto Careaga Lanza
- 1916 - 1920 Casto Rojas
- 1918 Federico Gutiérrez Granier
- 1919 Claudio Peñaranda
- 1920 Octavio Limpias
- 1920 José Santos Quinteros
- 1920 - 1926 Fabián Vaca Chávez
- 1926 Carlos Romero
- 1926 Manuel Carrasco Jiménez
- 1926 - 1927 Alberto Ostria Gutiérrez
- 1927 - 1930 Manuel Carrasco Jiménez
- 1927 Fernando Guachalla
- 1930 - 1945 Manuel Carrasco Jiménez
- 1946 Julio César Canelas
- 1946 - 1948 Mario Carrasco Villalobos
- 1948 - 1955 José Carrasco Jiménez
- 1955 Luis Carrasco Jiménez
- 1955 - 1957 Oscar Cerruto
- 1957 - 1961 José Carrasco Jiménez
- 1961 - 1963 Mario Rolón Anaya
- 1964 - 1970 Jorge Carrasco Villalobos
- 1967 Carlos Romero Álvarez García (interino)
- 1970 - 1971 Pablo Arrieta
- 1971 Guillermo Céspedes Rivera
- 1971 - 1988 Jorge Carrasco Villalobos
- 1988 - 1992 Elena Jahnsen de Carrasco
- 1993 - 2002 Jorge Carrasco Jahnsen
- 2002 - 2015  Antonio Carrasco Guzmán[5]

## Reconocimientos
En 1999 el Gobierno de Bolivia le otorgó la Orden al Mérito Civil  Simón Bolívar en el Grado de Gran Cruz.